# Estació de Sagrera Mercaderies
Sagrera Mercaderies o Barcelona-Clot (Sagrera) és una estació de ferrocarril propietat d'adif situada a la població de Barcelona al carrer de la Baixada de la Sagrera, al barri de la Sagrera del districte de Sant Andreu. L'estació es troba a la línia Barcelona-Granollers-Girona-Portbou, entre les estacions del Clot-Aragó i Sant Andreu Comtal, per on circulen trens de la línia R2 de Rodalies de Catalunya operat per Renfe Operadora.
La línia de Granollers va entrar en servei l'any 1854, aquesta estació no es va construir fins a l'any 1918, acabant les obres el 1922, convertint-se en un dels espais ferroviaris de major extensió de Barcelona (200.000 m² i 17,5 km de vies), i provocant el desmantellament de l'antiga estació Horta.
La construcció de l'estació de mercaderies en aquest indret es deu al fort creixement industrial que havia experimentat el municipi de Sant Martí de Provençals que limitava amb la Sagrera de Sant Andreu de Palomar. Durant molt de temps aquesta funció l'havia fet l'Estació de França i l'estació del Clot, però al saturar-se MZA va decidir construir aquesta en el marc del Pla de diversificació del trànsit ferroviari, que incloïa altres actuacions en altres estacions de Barcelona i els municipis propers. Tot hi haver dissenyat el pla el 1899 i haver acabat la majoria d'actuacions a la dècada del 1910, els conflictes amb l'Ajuntament de Barcelona sobre la remodelació de l'estació del Clot, van fer endarrerir les obres a la Sagrera i al Clot.
En aquest mateix indret va sorgir un espai marginal, una de les àrees de barraques de Barcelona anomenat la Perona, que rep el nom per l'arribada d'Eva Perón a Espanya.
Actualment està projectat que en aquests terrenys s'hi construeixi l'estació de Barcelona Sagrera d'alta velocitat, rodalies, metro de Barcelona i d'autobusos.